# Bilhana
Bilhana var en diktare från nordvästra Indien (Kashmir), som levde under senare hälften av 1000-talet. 
Två arbeten av betydelse är kända, Vikramankadevacarita, en episk dikt i 18 böcker till förhärligande av kung Tribhuvanamalla av Chalukyadynastin (utgiven av Bühler i Bombay sanskrit series, band 14, 1875, med viktig inledning), och Chaurisuratapanchacika, "50 verser om hemlig kärlek", en samling erotiska sentenser (utgiven av bland andra Peter van Bohlen 1833, och Wilhelm Solf, med inledning och översättning 1886). Bilhana är med hänsyn till smakriktning anhängare av den vaidarbhastilen. Bilhana behandlas av Bühler i Journal of the Bombay branch of the Royal asiatic society (1876) och Albrecht Friedrich Weber i History of indian literature (1882).